# Rosa Chacha
Rosa Alba Chacha Chacha  (née le 8 décembre 1982 à Ambato) est une athlète équatorienne.

## Biographie
Le 1er août 2009, elle prend part aux championnats d'Amérique du Sud de course en montagne qui se déroulent pour la première fois en Équateur, à Quito. Rosa domine la course et remporte le titre devant la Colombienne María Eugenia Rodríguez.

## Palmarès
| Date | Compétition                    | Lieu  | Résultat | Épreuve  | Temps           |
| ---- | ------------------------------ | ----- | -------- | -------- | --------------- |
| 2009 | Championnats d'Amérique du Sud | Lima  | 3e       | 5 000 m  | 16 min 17 s 75  |
| 2021 | Jeux olympiques                | Tokyo | 41e      | Marathon | 2 h 36 min 44 s |